# 英语中的性别中立表现
性别中立语言是一种最大限度不假设人的社会性别或生理性别的措辞的方法。
与大多数其他印欧语言不同，英语没有语法性别。很多印欧语言中，名词在语法上是阳性（如西班牙语el humano）或阴性（如法语la personne），或中性（如德语das Mädchen）。这与所指对象的实际性别无关。因此，在谈到自然性别时，说英语的人用的语言策略可以反映说话的人对性别问题的态度，或是这种策略的在社会上被接受的程度。

## 辩论
支持性别中立语言的人认为，减少语言偏见值得称赞，而且是可以实现的。有些人觉得使用非中性语言是冒犯人的。
有越来越多的人意识到语言不仅反映了我们的思维方式：它还塑造了我们的思维方式。如果经常使用暗示女性不如男性的词语和表达，这种自卑的假设往往会成为我们心态的一部分。……语言是一种强大的工具：诗人和宣传家知道这一点——事实上，歧视的受害者也知道。 
支持英语的性别中立的修改的人倡导的标准在全世界讲英语的人里面得到了不同程度的应用。这反映了文化和语言结构的差异，例如美式英语与英式英语的差别。

### 支持的一方
支持性别中立语言的人认为，使用特定性别的语言通常暗示着男性优越或反映社会的不平等状态。根据《英语语言学手册》，通用男性代词和特定性别的职位称呼是“英语的语言学惯例在历史上将男性视为人类物种的原型”的例子。支持者还主张，提到女性的词的含义通常会变异，经常会产生性的暗示。 
《非性别歧视的写作手册》提到，孩子们听到的词会影响他们对某些职业适合由什么性别的人来当的看法（例如firemen与firefighters）。当招聘的公告使用性别中立的语言而不是通用的he或man时，男性和女性申请工作的比例更加平等。一些批评人士说，这些用法上的差异不是偶然的，而是为了维护父权社会而刻意制造的 。

### 反对的一方
对性别中性语言有各种批评，大多数集中在特定用法上，例如使用“human”代替“man”，使用“they”代替“he”。反对的人认为，使用特定性别的语言之外的任何其他形式都可能“使人使用笨拙的或刺耳的说法”或是丑陋到“令人厌恶”的新词。
其他批评认为，在语言上特定出女性实际上反映了她们比男性受重视，而不是轻视。反对性别中立语言的人经常说，它的支持者正在侵犯言论自由并促进言论审查。一些评论家不反对使用性别中立语言，但他们质疑性别中立语言在克服性别歧视方面的有效性。

### 宗教因素
关于使用中性语言的许多争论围绕礼仪和圣经的翻译问题。近年来的一些圣经译本使用了包容各种性别的代词，但这些译本没有被普遍接受。

### 命名的做法
一些批评者反对从夫姓的做法，因为这使女性在历史上隐形：“在我们的社会里面，‘只有男人配有真的姓名’，因为他们的姓氏是永恒的，他们已经‘接受了自己姓氏的永恒性作为男性的权利之一’……本质上讲，这种做法意味着女人的姓氏不算数，而且多了一种手段可以把女性隐形”。直到1970年代为止，女性获得更多的就业机会以后比较不会改变自己的职业或法律的姓名；姓名被视为与声誉有关，所以女性在获得更高声誉的情况下不太会改变自己的姓名。然而，这种趋势在1970年代开始逆转。从那时起，越来越多的女性从夫姓，特别是高收入职业中受过良好教育的女性 。越来越多的研究表明，女性在这个问题上的决定受其他因素的影响，而不是通常认为的关于女性权利或婚姻角色的政治或宗教观念。
用丈夫的姓名（某某太太/夫人）来称呼已婚妇女的做法自19世纪以来一直饱受批评，但是直到20世纪后期才消失。当塞缪尔·梅牧师在塞尼卡瀑布城举行的全国妇女权利大会中“提案斯蒂芬·史密斯夫人加入委员会”时，卢克丽霞·莫特很快回应说：“妇女权利大会的妇女们不喜欢被用丈夫的名字称呼，请用她们自己的名字”。伊丽莎白·卡迪·斯坦顿拒绝被叫做“亨利·B·斯坦顿夫人”。这种做法是在18世纪中叶发展起来的，与隐蔽的思想有关，就是说“通过婚姻，丈夫和妻子在法律上变为一体；即在婚姻期间女方的存在或法律存在被中止”。
科学家们倾向于用姓氏加名字来称呼女性，却只用姓氏来称呼男性。这可能会导致女性科学家被认为不如男性科学家杰出。

## 性别中立语言的例子

### 职称
性别中立的职称不特指性别，特别是当性别实际上未知或尚未指定时（如招聘广告中）。例子有用firefighter（消防员）取代fireman；flight attendant（空服员）取代steward/stewardess（空少/空姐）；bartender（酒保）取代barman/barmaid；以及用chairperson或chair（主席）取代chairman或chairwoman。
某些词有女性的形式，但基本的（“男性的”）的形式本身并没有男性的字面意义（例如以man结尾 ），同样可以适用于行业的任何人。例如actor/actress（演员）；usher/usherette（引座员）；comedian/comedienne（搞笑艺人）。在这种情况下，支持性别中性语言的人通常主张不用女性的形式（例如，即使知道所指对象是女性的搞笑艺人，也只说comedian，不说comedienne）。
有时候，在性别与主题无关或已知的情况下，有人会用男护士、男模特或女法官之类的说法（例如“我的兄弟是个男护士”）。许多关于非性别歧视用语的顾问不提倡这种说法，因为这暗示该性别的人是该行业里面的低级的或是非典型的成员。另一种不鼓励的说法是在普通职称前加上lady，例如lady doctor：如果需要指定性别，这里最好用woman或female。

### 人类的通用词
性别中立语言的另一个问题涉及使用man 、men和mankind等词来指代一个或多个性别不明的人或包含两性的人群。
虽然man这个词最初无关性别，但有些人认为现在这个用法不再那么明确了。在古英语里面，wer这个词只指男性，wif只指女性，而man指任何性别的人。然而实际上，man在古英语中有时也被用来指男性。随着时间的推移， wer不再使用了， man有时指两性，有时只指男性；“只要大多数关于men的概括的说法都是由男人提出关于男人的，这种双重含义中的含糊不清的地方要么没有人注意到，要么被认为不重要”。到18世纪，man开始主要指男性；一些想用这个词的旧的意思上的作家认为有必要阐明其含义。例如安东尼·特罗洛普写到“the infinite simplicity and silliness of mankind and womankind”（mankind和womankind的无穷的朴素与傻气）。埃德蒙·伯克写法国大革命时用了man的旧式的包含两性的用法时，他特地说明了意思：“Such a deplorable havoc is made in the minds of men (both sexes) in France....”（在法国的men（两性）的头脑中造成了如此可悲的破坏……）。

支持性别中立语言的人认为，“man”这个词看似通用的用法其实并不通用。Miller和Swift特用以下引文说明：
“As for man, he is no different from the rest. His back aches, he ruptures easily, his women have difficulties in childbirth....”
Miller和Swift评论说：“如果man和he无关性别，那么最后一个排比的短语就应该是“he has difficulties in childbirth”（他在分娩时遇到了困难）。为美国哲学学会写作的Virginia L. Warren附和Janice Moulton，猜想如果真的把man用作通用的人的意思，会被觉得是错误的、奇怪的或侮辱人的，例如“Some men are female”（有些men是女的）这句话。此外，一些评论家指出，表面上不分性别的man实际上有时被用来排除女性：
杰斐逊宣布“all men are created equal”（人人生而平等）和“governments are instituted among men, deriving their just powers from the consent of the governed”（政府是在人与人之间建立的，其正当权力来自被统治者的同意）这两句话中man的意思不同。当时，没有投票权的女性既不能给予也不能拒绝同意，所以杰斐逊说的men肯定是主要的男性的含义。他可能也从未想过有人会有不同的解读。 
出于上述原因，支持性别中立语言的人认为，用man/men明确地指男性，human(s)或people指所有人，可以更好地实现语言的清晰性和平等。类似地，用humankind或humanity取代mankind。
man作为泛指人类的通用词的使用一直在下降，特别是在女性的说话者和作家中。

### 代词
支持性别中立语言的人经常批评的另一个目标是使用男性代词he（及派生形式his，him和himself）来指代不确定性别的人。虽然这种用法是传统的，但批评者认为这是男性发明和传播的，明确目标是在语言中表现男性的优越 。通用的he这个用法得到英国国会法案（1850年的法律解释法）通过（这个规定在1978年的法律解释法中继续存在，虽然这个版本的法案也说“指女性的词也包含男性”）。另一方面，在1879年，有人用马萨诸塞州医学会的章程中的“he”这个词当作理由阻止女性入会。

通用he的替代方案包括he or she（或she or he）、s/he、或是单数they。这些替代方案都有人反对。he or she被批评会强化性别二元论。有些人认为使用单数they是一个语法错误。但根据大多数参考资料，they，their和them长期以来在英语语法上被接受为性别中立的单数代词，自中世纪以来一直有表示单数的用法，包括许多著名作家的作品，例如乔叟、莎士比亚和简·奥斯汀。语言学家史蒂文·平克更进一步指出，传统语法不准用单数they的禁令本身是不正确的：
如你Holden Caulfield，或其他语言大师本能的抓住的逻辑说：everyone与they不能是指代世界上的同一个人的先行词与代词，因为这样它们就必须在数上一致。其实，它们一个是量词，一个是约束变量，有不同的逻辑关系。“Everyone returned to their seats”的意思是“对于所有X，X回到了X的座位”。“X”不指代某个特定的个人或是一群人，只是一个占位符，记录了不同关系里面的行动者扮演的角色。在这个例子里面，回到座位的X与拥有X回到的座位的X是同一个。这句话中的their事实上没有复数的含义，因为它指代的不是一个或是多个事物，它不指代任何事物。
一些风格指南  （例如《美国心理学会风格指南》  ) 接受单数they是语法正确的，而其他一些指南拒绝。还有一些手册（例如《芝加哥风格手册》）持中立的立场，认为任何用法都无法满足所有读者。
研究发现通用男性代词会通过唤起不成比例的男性形象并在非特定性别的情况下排除女性的想法而产生“男性偏见”。此外，John Gastil的一项研究发现，they在男性和女性群体中都用作性别中立的通用代词，但男性可能把he/she解释成类似于he。

### 敬称
支持性别中立语言的人指出，Mr（先生）用来称呼所有男性， 但是Miss（小姐）和Mrs（女士）头衔表明了女性的婚姻状况，因此不像男性头衔，标记了她是否单身。“Ms”可以称呼不论婚姻状态的女性。
不分性别的敬称Mx（通常读若“mix” /ˈmɪks/ ，或/ˈmʌks/）可以当作性别中立的敬称。在英国，这个词的采用相对迅速和彻底。 2013年，英格兰苏塞克斯的布莱顿和霍夫市议会投票允许在议会表格中使用它。2014年，苏格兰皇家银行将这个敬称作为一个选项。2015年，这个词的认可在英国官方机构中广泛传播，包括皇家邮政、负责驾照等文件的政府机构以及其他几家大银行。2015年，牛津英语词典收录了这个词。

## 出版商等的风格指南
许多编辑台、企业和政府机构有支持使用性别中立语言的官方政策。一些地方有要求在某些情况使用性别中立语言的法律，例如在招聘广告。一些权威机构就是否以及如何使用性别中立或“非性别歧视”的语言提出了指导方针。下面列出了几个：
- 美国心理学会的“出版手册 （页面存档备份，存于）”有一节经常被引用的“减少语言偏见的指南”。ISBN 1-55798-791-2
- 美国哲学协会（的存檔，存档日期2003-04-13.）— 1986 年出版
- 卫报——见“性别问题”部分
- 美国心理学会男女同性恋问题委员会出版——避免语言中的异性恋偏见 （页面存档备份，存于）。

此外，性别中性语言还得到了一些主要教科书出版商以及美国心理学会和美联社等专业和学术团体的支持。 《纽约时报》和《华尔街日报》等报纸使用性别中立的语言。许多法律期刊、心理学期刊和文学期刊要求文章或论文使用性别包容性的语言。
组织的员工手册有时包含措辞强烈的声明，规定避免使用可能被认为具有歧视性的语言。一个这样的例子来自萨斯喀彻温大学：“所有成员撰写或制作的所有文件、出版物或演示文稿......应以性别中立或性别包容的语言编写。”
1989 年，美国律师协会的代表会通过了一项决议，指出“美国律师协会及实体应在所有制定政策和程序的文件中使用性别中立的语言”。
2015年，北美犹太教改革派联盟通过了《关于跨性别和非常规性别族群的权利的决议》，其中提到：“兹通过：犹太教改革联盟……敦促改革派运动的各机构检查在祈祷、表格和政策中使用的语言，以努力确保所有性别认同和性别表达的人都受到欢迎、包容、接受和尊重。这包括制定与性别认同和性别表达有关的包容或非歧视政策的声明，在可行时使用性别中立的语言，以及提供不只两种的性别选项或不要求人在表格上选择性别”。